# Hunter (Dakota du Nord)
Pour les articles homonymes, voir Hunter.
La ville américaine de Hunter est située dans le comté de Cass, dans l’État du Dakota du Nord. Elle comptait 261 habitants lors du recensement de 2010.

## Histoire
Hunter a été fondée en 1881.

## Démographie
| 1890 | 1900 | 1910 | 1920 | 1930 | 1940 |
| ---- | ---- | ---- | ---- | ---- | ---- |
| 194  | 407  | 365  | 424  | 400  | 414  |

| 1950 | 1960 | 1970 | 1980 | 1990 | 2000 |
| ---- | ---- | ---- | ---- | ---- | ---- |
| 417  | 446  | 362  | 369  | 341  | 326  |

| 2010 | - | - | - | - | - |
| ---- | - | - | - | - | - |
| 261  | - | - | - | - | - |

## Source
- (en) Cet article est partiellement ou en totalité issu de l’article de Wikipédia en anglais intitulé « Hunter, North Dakota » (voir la liste des auteurs).